# Edward M. Boxer
Edward M. Boxer (ur. 1822, zm. 1 stycznia 1898) – angielski wojskowy i konstruktor broni, major generał, trzeci syn admirała Edwarda Boxera (1784–1855).
Kierował pracami Royal Arsenal, gdzie w 1866 r. zmodyfikował spłonkę konstrukcji Berdana. W tym samym roku uzyskał patent w Anglii, a w 1869 r. w Stanach Zjednoczonych. Obecnie jest to najczęściej stosowany typ spłonki w amunicji do użytku cywilnego.